# Stråhätta
Stråhätta (Resinomycena saccharifera) är en svampart som först beskrevs av Berk. & Broome, och fick sitt nu gällande namn av Redhead 1984. Enligt Catalogue of Life ingår Stråhätta i släktet Resinomycena,  och familjen Mycenaceae, men enligt Dyntaxa är tillhörigheten istället släktet Resinomycena,  och familjen Favolaschiaceae. Arten är reproducerande i Sverige. Inga underarter finns listade i Catalogue of Life.